# Agonum micans
Agonum micans es una especie de escarabajo del género Agonum, familia Carabidae. Fue descrita científicamente por Nicolai en 1822.
Esta especie es nativa de Europa.